# مرکل (تگزاس)
مرکل، تگزاس (به انگلیسی: Merkel, Texas) یک شهر در ایالات متحده آمریکا است که در شهرستان تیلور، تگزاس واقع شده‌است.

## خصوصیات
مرکل ۵٫۱ کیلومتر مربع مساحت و ۲٬۶۳۷ نفر جمعیت دارد و ۵۷۰ متر بالاتر از سطح دریا واقع شده‌است.